# Инфекция, вызванная метапневмовирусом человека
Инфекция, вызванная метапневмовирусом человека (hMPV) — вирусная инфекция, которая обычно сопровождается кашлем, лихорадкой, заложенностью носа и болью в горле. В некоторых случаях может развиться бронхит или пневмония с одышкой или болью в груди. Обычно симптомы проявляются через 3—6 дней после заражения.
Заболевание вызывается метапневмовирусом человека, которое относится к семейству Pneumoviridae. Инфекция передается от человека к человеку воздушно-капельным путем и через заражённые предметы. Диагноз может быть подтверждён методом полимеразной цепной реакции (ПЦР), но чаще в этом нет необходимости.
Профилактика включает ношение масок, проветривание помещений, мытьё рук и исключение контакта с больными. По состоянию на 2024 год вакцины против hMPV не существует. Лечение симптоматическое: приём обезболивающих препаратов, обильное питье и покой. Специального противовирусного препарата не существует. Симптомы обычно проходят через несколько дней.
Инфекция метапневмовируса человека часто встречается у детей младшего возраста, пожилых и людей с ослабленной иммунной системой. В регионах с выраженной сезонностью пик заболевания приходится на зимние и весенние месяцы. В январе 2025 года в Китае наблюдался рост числа случаев заболевания и, возможно, случаев госпитализации; правительство страны заявляет, что это сезонное явление. Случаи также зафиксированы в Индии, Малайзии и Казахстане. Хотя вирус был впервые выделен в 2001 году, он существует уже несколько десятилетий.